# Lagune de los Cisnes (Santa Cruz)
La Lagune de los Cisnes (en français Lagune des Cygnes) est un petit lac d'Argentine. Il est situé au nord-est du département de Río Chico de la province de Santa Cruz, en Patagonie.

## Géographie
Le lac, situé en plein centre du plateau desséché de la Patagonie argentine s'étend du nord au sud sur une longueur de 4,2 kilomètres et à une altitude de 622 mètres. Il couvre une superficie de plus ou moins 4,5 km2. 

Le lac est situé à quelque 27 kilomètres à l'est-sud-est de la localité de Bajo Caracoles et moins de 40 km du site de la Cueva de las Manos dans le cañon du río Pinturas, site préhistorique, déclaré patrimoine mondial de l'Humanité.
On y accède par la route nationale 40.

## Alimentation
Il est alimenté par le río Olnie, émissaire du lac Olnie, lui-même alimenté par les précipitations du versant oriental du cerro Belgrano (1 961 mètres).

## Un système endoréique
Le lac fait partie d'un système endoréique, comprenant le río Olnie ou río Olín, qui débouche au niveau de sa rive sud-est et qui le traverse, évacuant le trop-plein d'eau de manière intermittente en direction de la lagune Olín. Celle-ci, salée et située 17 kilomètres plus au sud, est généralement à sec, mais se remplit notamment lors des périodes de crue ou des années humides.
Ce système permet une vidange régulière tant des eaux du lac Olnie que de celles de la lagune de los Cisnes, et évite ainsi que des sels ne s'y accumulent. Les sels sont en effet systématiquement chassés vers le dernier des plans d'eau, la lagune Olín.